# 사이먼 톨킨
사이먼 톨킨(Simon Tolkien)은 크리스토퍼 톨킨의 아들이자, J. R. R. 톨킨의 손자인 소설가, 변호사이다. 1959년 1월 12일에 태어났다.